# Bruno Cirillo
Bruno Cirillo (* 21. März 1977 in Castellammare di Stabia) ist ein ehemaliger italienischer Fußballspieler.

## Vereinskarriere
Bruno Cirillo begann seine Profikarriere bei Reggina Calcio. Um Spielpraxis zu sammeln, wurde er von 1996 bis 1998 an den Viertligisten AS Tricase verliehen. Als er nach diesen beiden Jahren wieder zu Reggina zurückkehrte, etablierte er sich sofort als Stammspieler beim Zweitligisten. Am Ende der Saison 1998/99 feierte der Verteidiger mit seinem Team dann den Aufstieg in die Serie A. In Regginas Vereinsgeschichte war dies der erste Aufstieg in die höchste Spielklasse überhaupt. Auch in der ersten Liga hielt man sich und erreichte am Ende der Saison den 12. Tabellenplatz. Der junge Abwehrspieler Cirillo wusste dabei stets mit guten Leistungen zu überzeugen und zog so das Interesse anderer Vereine auf sich. Für die folgende Saison wurde er vom Spitzenverein Inter Mailand verpflichtet. Unter Trainer Marco Tardelli spielte er dort in der Abwehr eine Saison zusammen mit Weltstars wie Laurent Blanc oder Iván Córdoba. Auch erste internationale Erfahrungen sammelte Cirillo im UEFA-Pokal 2000/01. Dort scheiterte er mit Inter am späteren Finalisten Deportivo Alavés.
2001 wechselte er zum Absteiger US Lecce und stieg mit dieser Mannschaft ein Jahr später unmittelbar wieder in die erste Liga auf. In den drei folgenden Jahren wechselte Cirillo jeweils auf Leihbasis nochmals zu seinem Jugendverein Reggina Calcio sowie zur AC Siena. Zur Saison 2005/06 ging der Italiener dann zum griechischen Spitzenverein AEK Athen. Dort wurde er mit seiner Mannschaft in beiden Spielzeiten Vizemeister hinter Olympiakos Piräus und spielte 2006/07 in der Gruppenphase der UEFA Champions League. Im Sommer 2007 gab Cirillo seinen Wechsel zum spanischen Erstligisten UD Levante bekannt. Aufgrund finanzieller Schwierigkeiten bei Levante kehrte er bereits in der folgenden Winterpause erneut zu Reggina Calcio zurück, zunächst auf Leihbasis, nach der Saison dann endgültig. Den Abstieg Regginas in die Serie B im Jahre 2009 konnte aber auch er nicht verhindern. Nach der Saison wechselte der Abwehrspieler erneut nach Griechenland, wo er bis 2012 bei PAOK Thessaloniki tätig war. Unter Trainer Fernando Santos erreichte Cirillo mit seiner Mannschaft den dritten Tabellenplatz und die Qualifikation zur UEFA Champions League 2010/11. Dort scheiterte er mit PAOK nach zwei Unentschieden und aufgrund des schlechteren Torverhältnisses am niederländischen Rekordmeister Ajax Amsterdam. In der anschließenden UEFA Europa League drang er mit seinem Team noch bis ins Sechzehntelfinale vor und schied dort gegen den russischen Vertreter ZSKA Moskau aus. In der Liga erreichte man unterdessen den vierten Platz und qualifizierte sich erneut für die UEFA Europa League 2011/12. Nachdem man in der Gruppenphase ungeschlagen Tabellenerster wurde, scheiterte Cirillo mit seiner Mannschaft erneut im Sechzehntelfinale, diesmal an Udinese Calcio aus seiner Heimat Italien. Im Ligabetrieb wurde PAOK in dieser Spielzeit erneut Vierter.
Zur Saison 2012/2013 wechselte Cirillo zum zyprischen Verein Alki Larnaka und anschließend am 28. Januar 2013 zum französischen Drittligisten FC Metz. Nach seinem kurzen Engagement in Frankreich unterschrieb der Italiener erneut einen Vertrag in Griechenland und wechselte zurück zu AEK Athen, der aufgrund großer finanzieller Probleme zuvor freiwillig in die dritte Liga abgestiegen war. Mit der Mannschaft gelang Cirillo der sofortige Aufstieg in die zweite griechische Liga. Am 21. August 2014 wurde der Abwehrspieler von dem neu gegründeten indischen Verein FC Pune City als Spieler verpflichtet. Sein dortiger Trainer war Landsmann Franco Colomba, der bereits sein Chefcoach bei Reggina Calcio war. An seine alte Wirkungsstätte in Reggio Calabria kehrte Bruno Cirillo nach einem halben Jahr in Indien letztlich auch wieder zurück. Dem zwischenzeitlich in die dritte Liga abgestiegenen Verein verhalf er in der Rückrunde und der Abstiegsrelegation gegen die ACR Messina noch zum Klassenerhalt, ehe er im Sommer 2015 seine Karriere beendete.

## Nationalmannschaft
In den Jahren 1999 und 2000 gehörte Bruno Cirillo aufgrund seiner guten Leistungen zur italienischen U-21 Nationalmannschaft. Mit dieser Mannschaft wurde er 2000 U-21-Fußball-Europameister. Zum Team gehörten beispielsweise auch Gennaro Gattuso oder Andrea Pirlo. Auch bei den Olympischen Sommerspielen 2000 gehörte der Abwehrspieler Cirillo zum Kader.

## Erfolge
- U-21-Fußball-Europameister: 2000